# Leichtathletik-Europameisterschaften 2014/5000 m der Männer

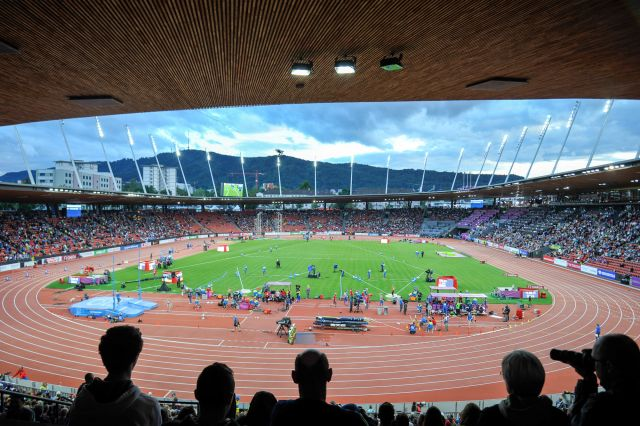
Das Letzigrund-Stadion während der Europameisterschaften 2014

Der 5000-Meter-Lauf der Männer bei den Leichtathletik-Europameisterschaften 2014 wurde am 17. August 2014 im Letzigrund-Stadion von Zürich ausgetragen.
In diesem Wettbewerb errangen die britischen Läufer mit Gold und Bronze zwei Medaillen. Europameister wurde mit Mohamed Farah der dominierende Bahn-Langstreckenläufer dieser Jahre. Er war der Titelverteidiger, Doppeleuropameister von 2010 (5000/10.000 Meter), Doppelolympiasieger von 2012 (5000/10.000 Meter), Weltmeister von 2011 über 5000 Meter und Doppelweltmeister von 2013 (5000/10.000 Meter). Vier Tage zuvor hatte Mo Farah hier bereits den 10.000-Meter-Lauf für sich entschieden.
Den zweiten Rang belegte Hayle İbrahimov aus Aserbaidschan.
 Andrew Vernon, der Zweite des 10.000-Meter-Laufs, gewann die Bronzemedaille.

## Bestehende Rekorde
| Weltrekord           | 12:37,35 min | Kenenisa Bekele  | Hengelo, Niederlande         | 31. Mai 2004    |
| Europarekord         | 12:49,71 min | Mohammed Mourhit | Brüssel, Belgien             | 25. August 2000 |
| Meisterschaftsrekord | 13:10,15 min | Jack Buckner     | EM Stuttgart, BR Deutschland | 31. August 1986 |

Der bereits seit 1986 bestehende EM-Rekord lag diesen Europameisterschaften von Beginn an außer Reichweite, alle suchten ihre Chance im Finish, niemand wollte sich mit hohem Tempo aufreiben. Mit seiner Siegerzeit von 14:05,82 min blieb der britische Europameister Mohamed Farah 55,67 s über dem Rekord. Zum Europarekord fehlten ihm 1:16,11 min, zum Weltrekord 1:28,47 min.

## Durchführung
Bei einem Teilnehmerfeld von nur sechzehn Läufern wurde auf eine Vorrunde verzichtet, alle Athleten gingen in ein gemeinsames Finale.

## Resultat
17. August 2014, 16:30 Uhr
| Platz | Name               | Nation         | Zeit (min) |
| ----- | ------------------ | -------------- | ---------- |
| 1     | Mohamed Farah      | Großbritannien | 14:05,82   |
| 2     | Hayle İbrahimov    | Aserbaidschan  | 14:08,32   |
| 3     | Andrew Vernon      | Großbritannien | 14:09,48   |
| 4     | Richard Ringer     | Deutschland    | 14:10,92   |
| 5     | Roberto Alaiz      | Spanien        | 14:11,47   |
| 6     | Bouabdellah Tahri  | Frankreich     | 14:11,62   |
| 7     | Arne Gabius        | Deutschland    | 14:11,84   |
| 8     | Antonio Abadía     | Spanien        | 14:11,89   |
| 9     | Ali Kaya           | Türkei         | 14:12,53   |
| 10    | Tiidrek Nurme      | Estland        | 14:13,89   |
| 11    | Jesús España       | Spanien        | 14:14,57   |
| 12    | Thomas Farrell     | Großbritannien | 14:15,93   |
| 13    | Brenton Rowe       | Österreich     | 14:16,46   |
| 14    | Marouan Razine     | Italien        | 14:16,95   |
| 15    | Soufiane Bouchikhi | Belgien        | 14:17,43   |
| 16    | Bashir Abdi        | Belgien        | 14:27,73   |

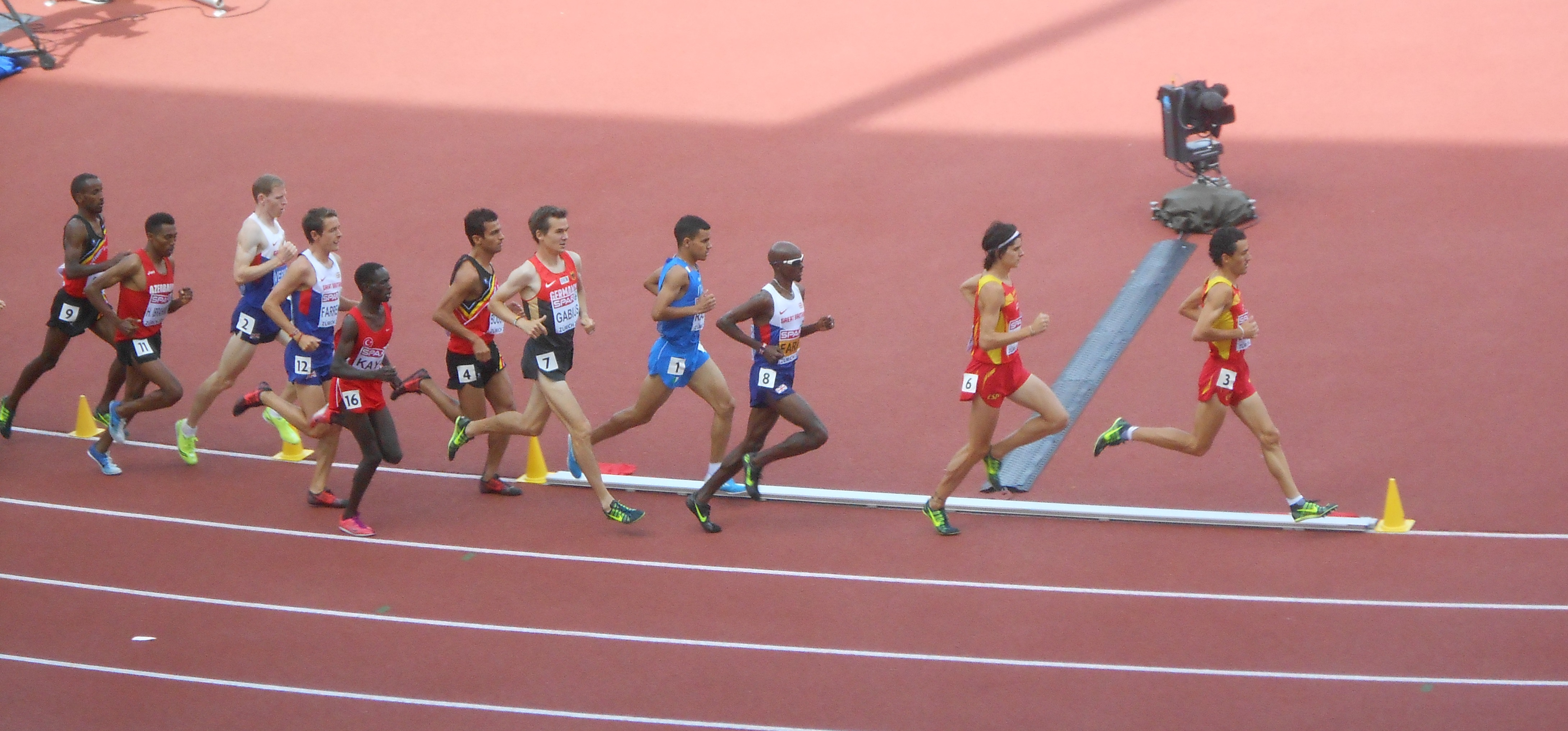
Szene aus dem 5000-Meter-Finale
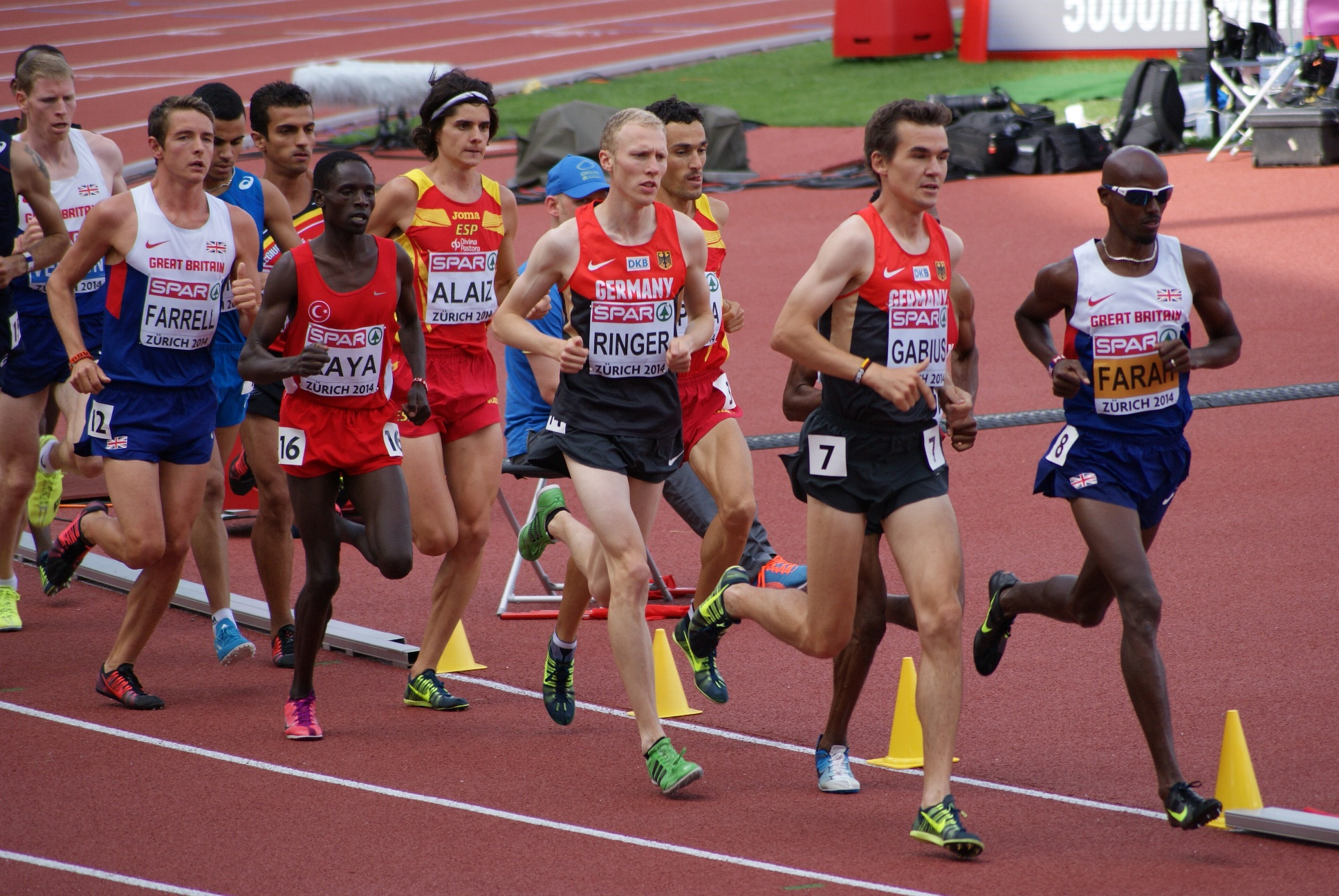
Das 5000-m-Feld noch dichtgedrängt

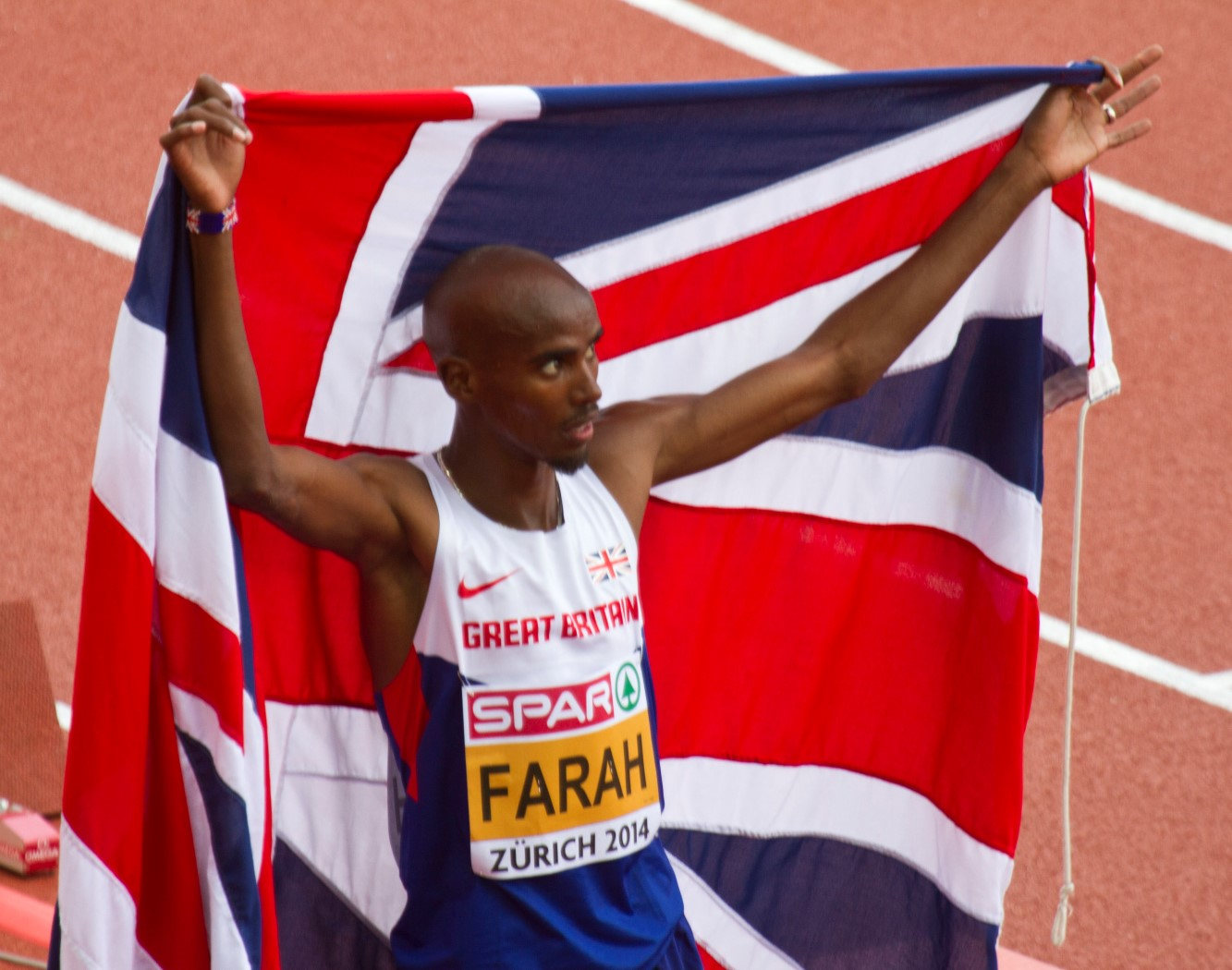
Ungefährdeter Favoritensieg für Mo Farah, der hier nach seinem Sieg über 10.000 Meter seinen zweiten Titel errang
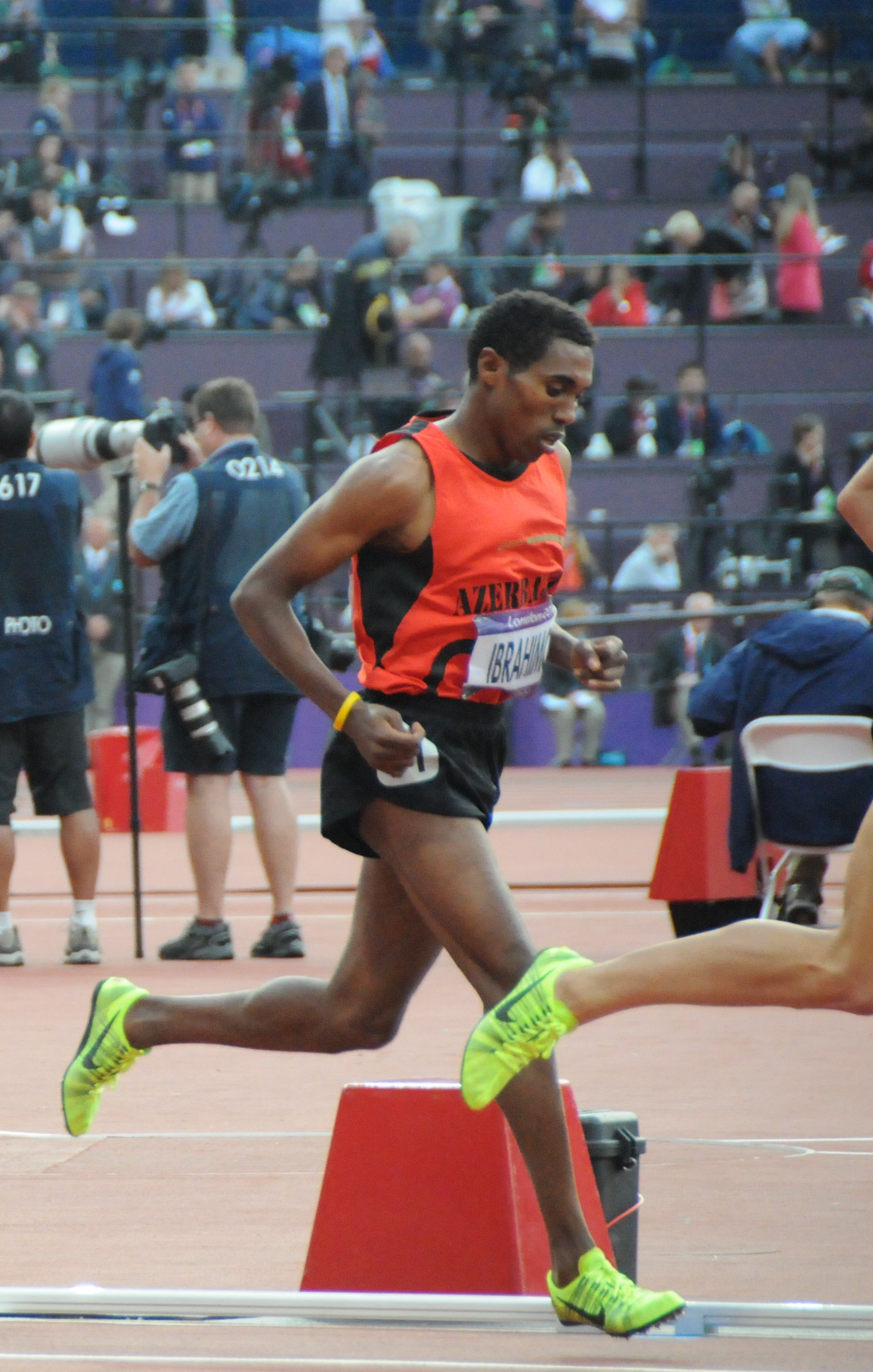
Silbermedaillengewinner Hayle Ibrahimov
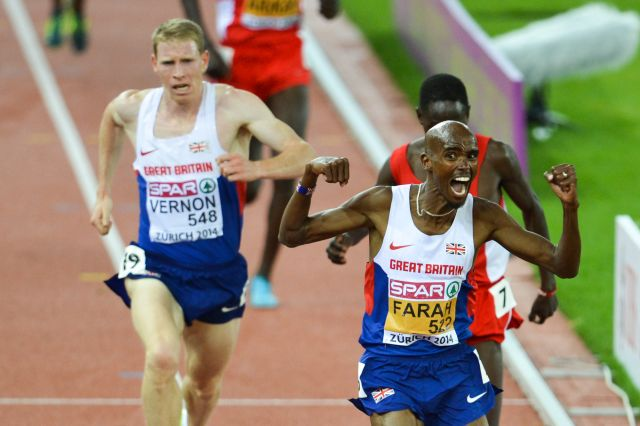
Bronzemedaillengewinner Andrew Vernon (links) – hier als Silbermedaillengewinner beim Zieleinlauf über 10.000 Meter vier Tage zuvor

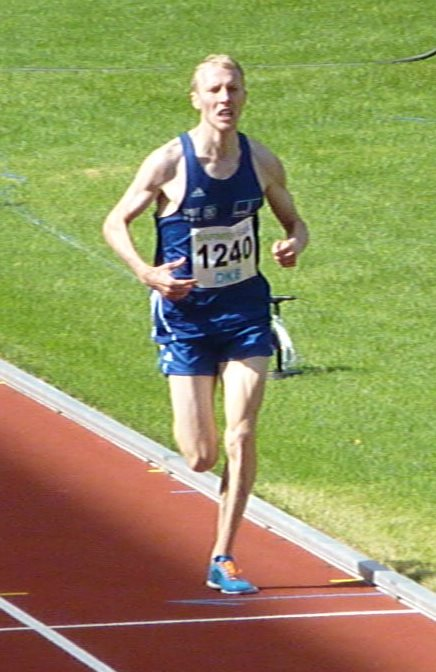
Richard Ringer wurde Vierter – 2016 gab es dann Bronze für ihn
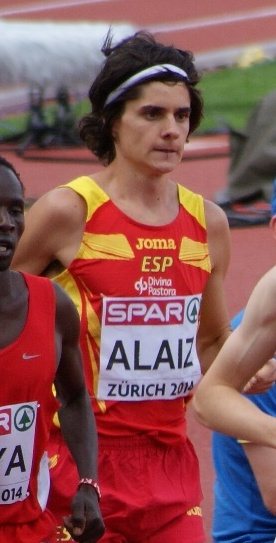
Roberto Alaiz erreichte Platz fünf
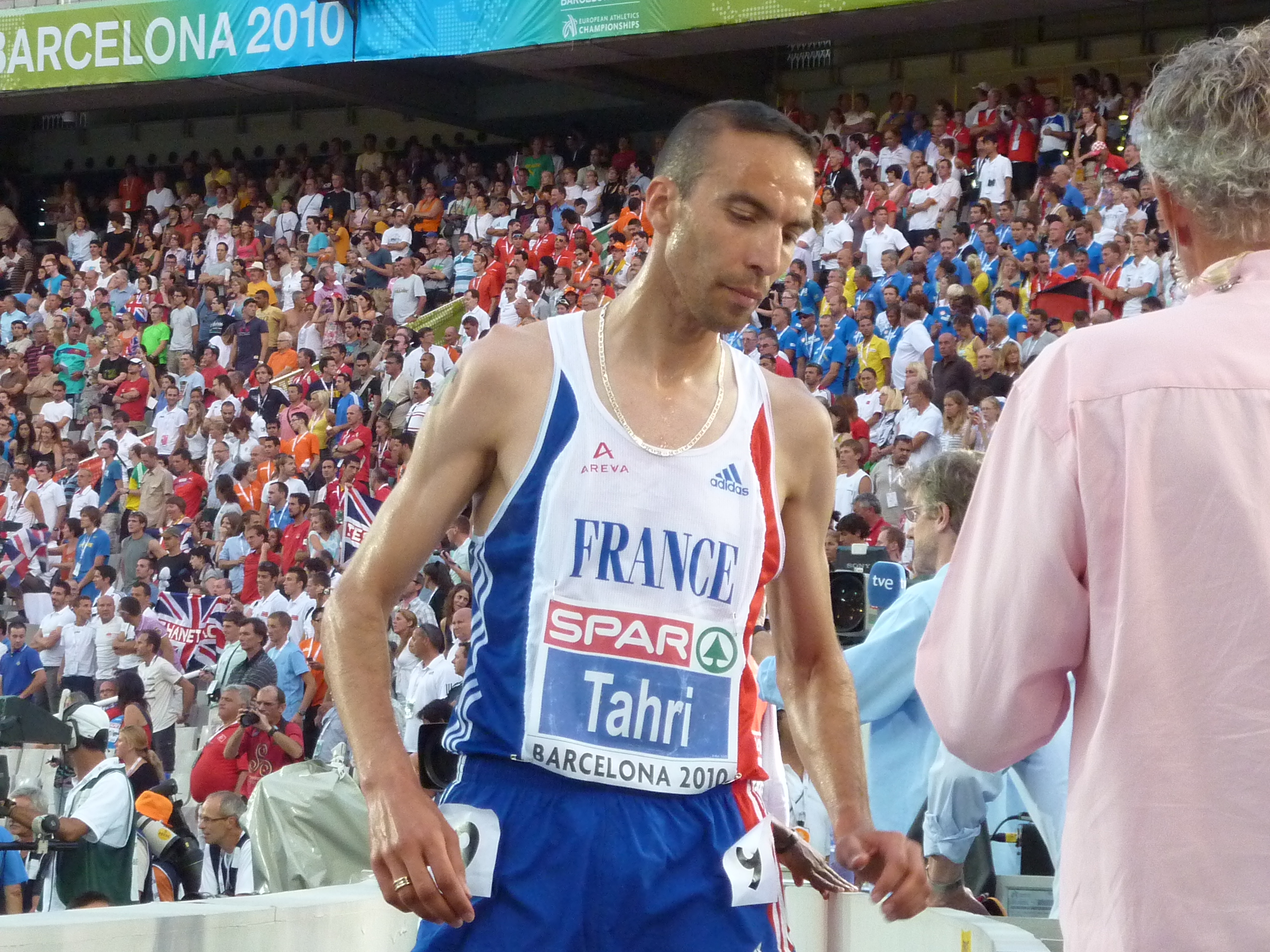
Hindernis-Spezialist Bouabdellah Tahri – auf dieser Strecke 2006 EM-Dritter und 2009 WM-Dritter – kam auf den sechsten Platz
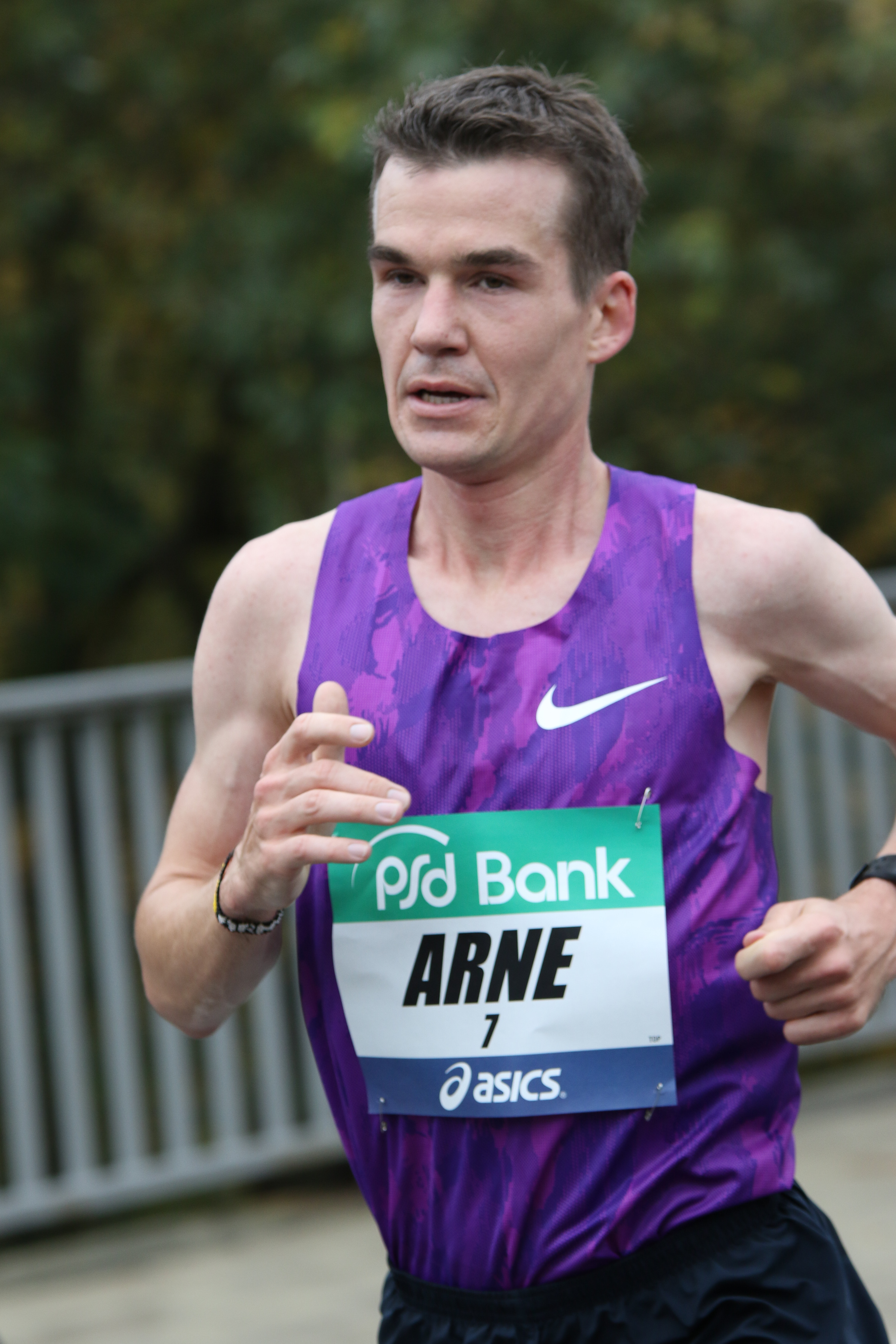
Arne Gabius, 2012 Vizeeuropameister, musste diesmal mit Rang sieben zufrieden sein

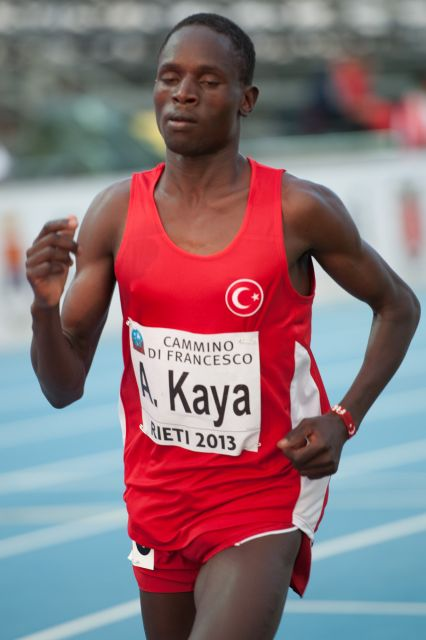
Der neuntplatzierte Ali Kaya
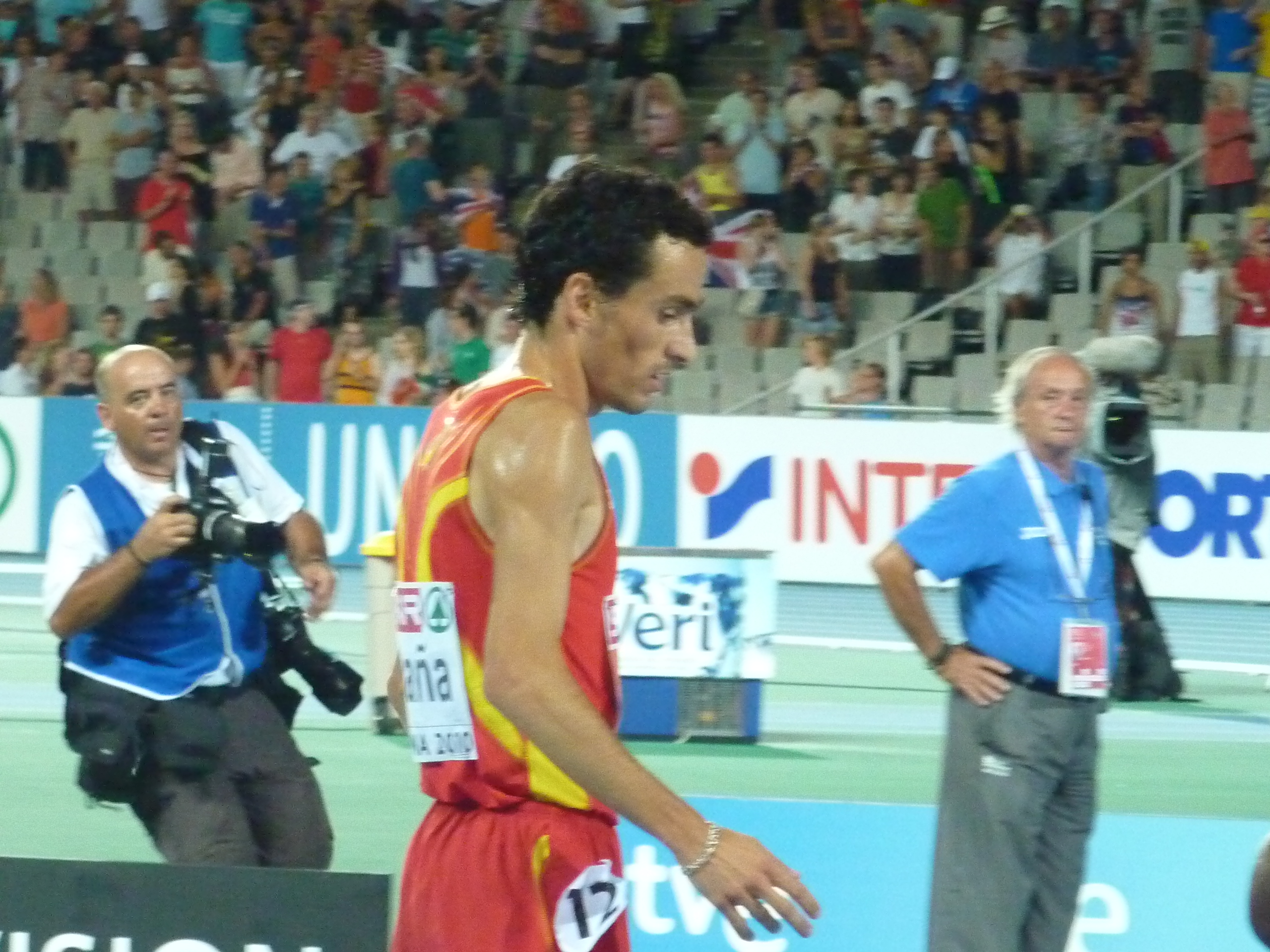
Jesús España belegte Rang elf – 2006 hatte er als Europameister Mo Farah im Finish besiegt
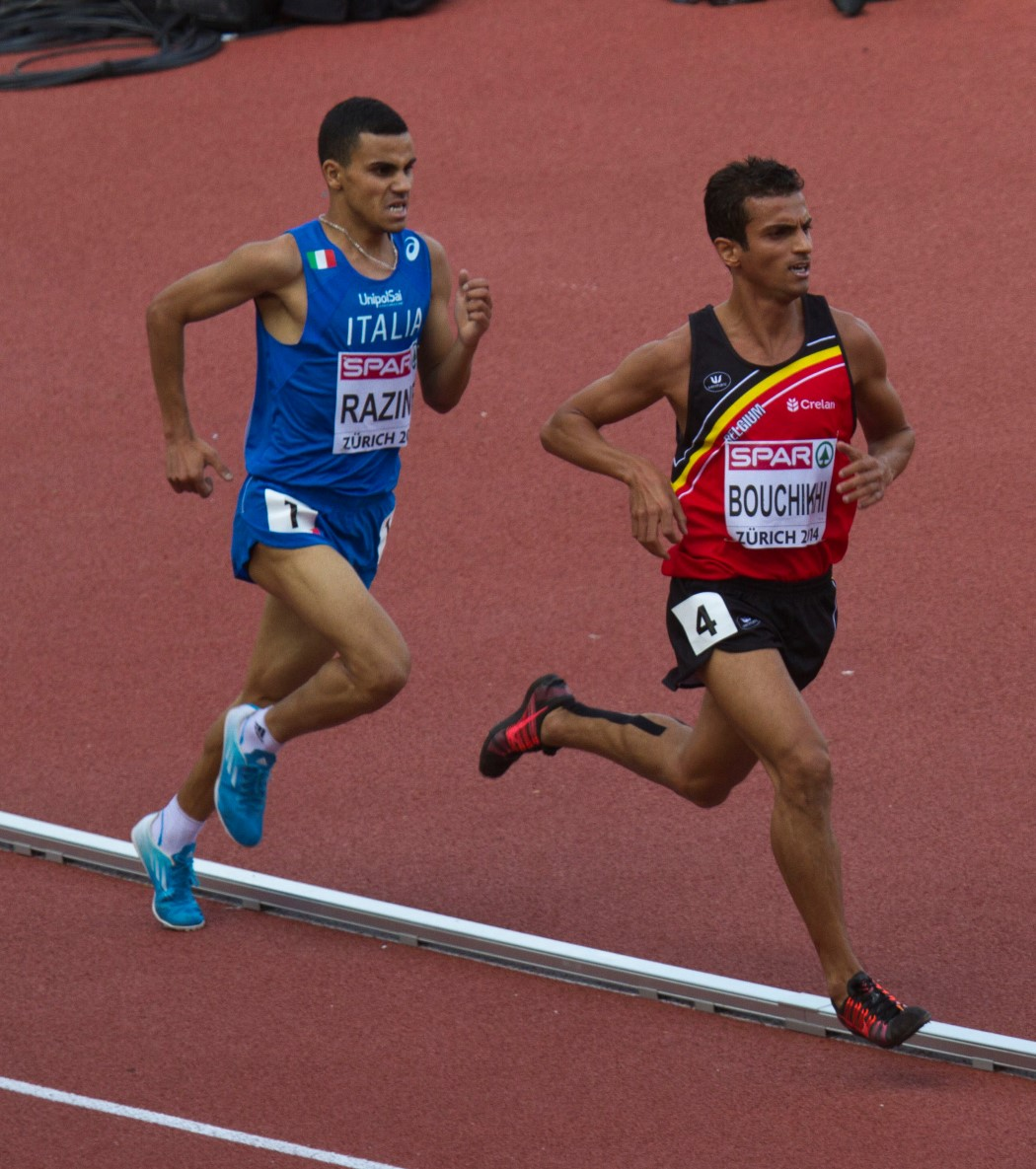
Marouan Razine (links) – Rang vierzehn Soufiane Bouchikhi – Rang fünfzehn
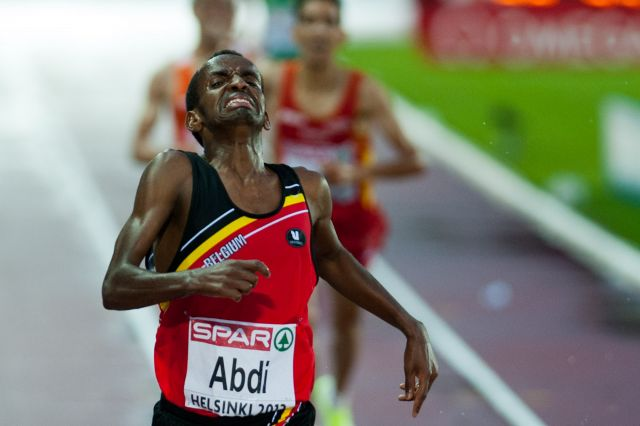
Bashir Abdi – Rang sechzehn

## Videolink
- Mo Farah at 5000m European Champ Zurich 2014, youtube.com, abgerufen am 10. März 2023